# Чубенко Володимир Аврамович
Володи́мир Авра́мович Чубе́нко  (*12 листопада 1927, Дубівці, Кіровоградська область — 14 жовтня 2006) — український письменник.

## Життєпис
Народився 12 листопада 1927 року в селі Дубівці Новопразького району, нині Новгородківського району Кіровоградської області.
Його дитинство минуло в Кривому Розі, куди переїхали батьки. 
У 1945–1951 р.р. служив в армії, звільнення в запас, майже піввіку трудиться на моторному заводі (нині — «Мотор Січ»): спочатку — слюсарем-складальником, а потім і до сього часу — кореспондентом багатотиражної газети.
Перші вірші В. Чубенка з'явилися в друці в 1950 році (армійська газета «Красный воин»), У 1971 році світ побачила його перша книжка «Балакучий автомат». З 1976 року — член Спілки письменників України.
У 1973 році він брав участь у першому Республіканському конкурсі гумористів і став його лауреатом.

## Твори
Балакучий автомат (1971), Торт і чорт (1973), Вакантний холостяк (1975), Критичне зауваження (1978), Закодоване доброчестя (1982), Сміх сміхом (1986), Моторний коник (1986), Липа для Пилипа (1991), Хитра чапля (1992), Рекламна пауза (1995), І сміх, і пісня, і любов (1997), Лицарський дарунок (2001).